# 宜陽戰鬥
宜陽戰鬥發生於1923年11月8日，地點則是在中國河南。是北洋政府時期內戰之一，交戰兩方為豫軍及豫匪老洋人軍隊。